# Petunidin-3-O-glucosid
Petunidin-3-O-glucosid ist ein Glucosid des Petunidins und gehört zur Gruppe der Anthocyane. Die Grundstruktur ist das Flavylium-Kation.
Es ist nicht genau bekannt, welche die Gegenionen kationischer Anthocyanine in Pflanzen sind (vermutlich handelt es sich um organische Anionen), isoliert werden sie aber meist als Chloride. Daher sind in der nebenstehenden Infobox Daten zu Petunidin-3-O-glucosidchlorid angegeben.

## Vorkommen

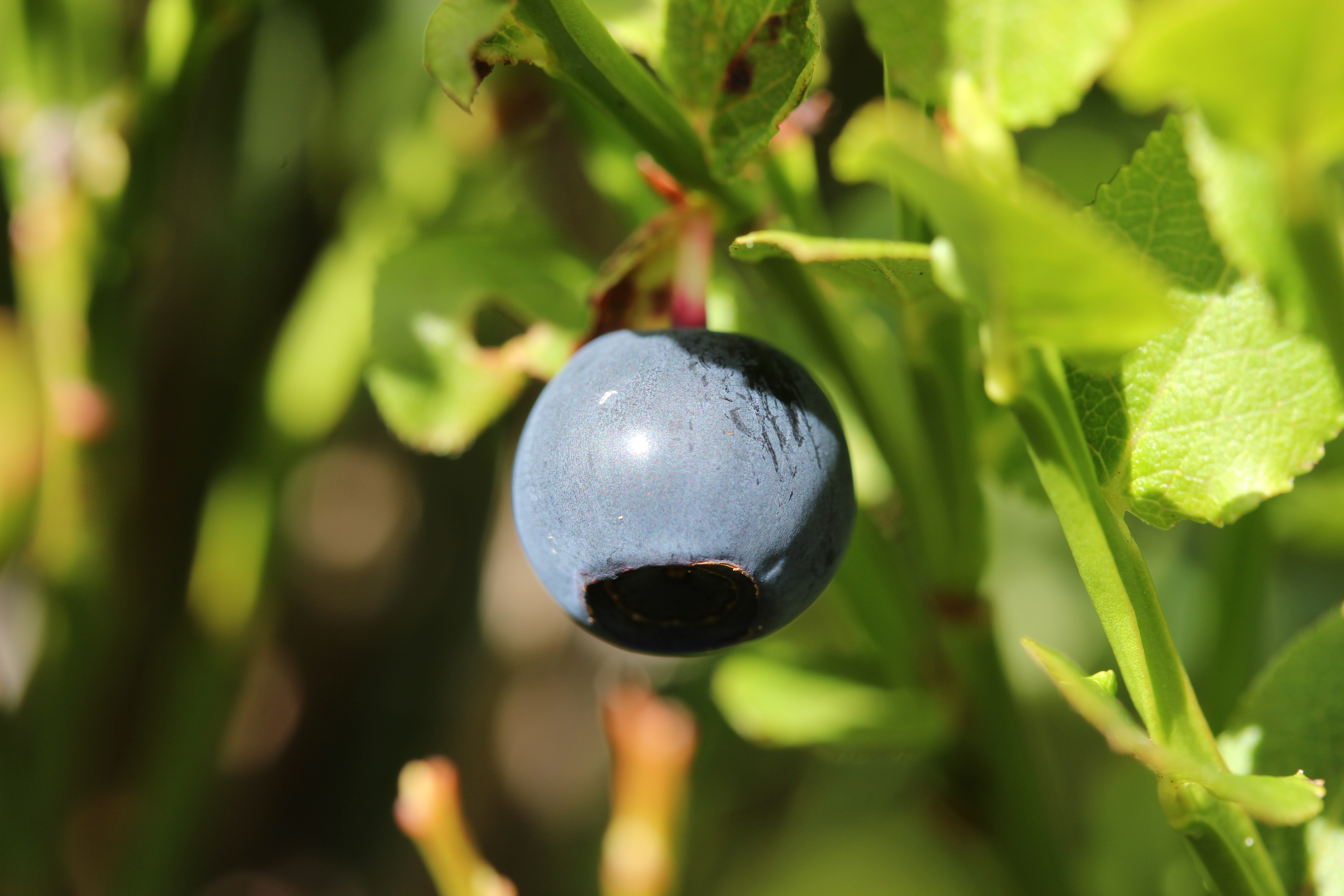
Blaubeeren enthalten Petunidin-3-O-glucosid

Petunidin-3-O-glucosid kommt in Rotwein vor, wobei der Gehalt stark vom Jahrgang abhängt. Außerdem wurde es nachgewiesen in schwarzen Sojabohnen, Gartenbohnen, Blaubeeren, sowie mehreren Arten der Gattung Schisandra (darunter im Chinesischen Spaltkörbchen).

## Eigenschaften
Petunidin-3-O-glucosid ist ein Tyrosinase-Inhibitor.